# Enrico Albertosi
Enrico Albertosi (ur. 2 listopada 1939 w Pontremoli) – włoski piłkarz występujący na pozycji bramkarza.
Z Reprezentacją Włoch w której w latach 1961–1972 rozegrał 34 mecze wystąpił na Mistrzostwach Świata 1966 i 1970. Był rezerwowym na Mistrzostwach Świata 1962, 1974 oraz Euro 1968. W 1980 został zdyskwalifikowany na 2 lata za udział w aferze Totonero. W swojej karierze grał w Fiorentinie, Cagliari Calcio, Milanie i Elpidiense.

## Sukcesy piłkarskie
- Mistrzostwo Włoch (1970, 1979)
- Mistrzostwo Europy (1968)
- Zwycięstwo w Pucharze Włoch (1961, 1966, 1977)
- Zwycięstwo w Pucharze Zdobywców Pucharów (1961)